# سیکلومتیکاین
سیکلومتیکاین (به انگلیسی: Cyclomethycaine) با فرمول شیمیایی C22H33NO3 یک ترکیب شیمیایی با شناسه پاب‌کم 22150757 است. که جرم مولی آن ۳۵۹٫۵۰۲۳۲ گرم بر مول می‌باشد. 